# (2450) Иоаннисиани
(2450) Иоаннисиани (лат. Ioannisiani) — типичный астероид главного пояса, открыт 1 сентября 1978 года советским астрономом Николаем Черных в Крымской астрофизической обсерватории и 28 марта 1983 года назван в честь советского конструктора астрономических инструментов Баграта Иоаннисиани.

## Обнаружение и именование
(2450) Иоаннисиани
Открыт 1 сентября 1978 года в Научном Н. С. Черных.
Назван в честь Баграта Константиновича Иоаннисиани, конструктора астрономических приборов — в том числе крупнейших советских телескопов.
Оригинальный текст (англ.)2450 Ioannisiani
Discovered 1978-09-01 by Chernykh, N. at Nauchnyj.
Named in honor of Bagrat Konstantinovich Ioannisiani, designer of astronomical instruments, including the largest Soviet telescopes.
Источники: DISCOVERY.DB; M.P.C. 7784.

## Орбита

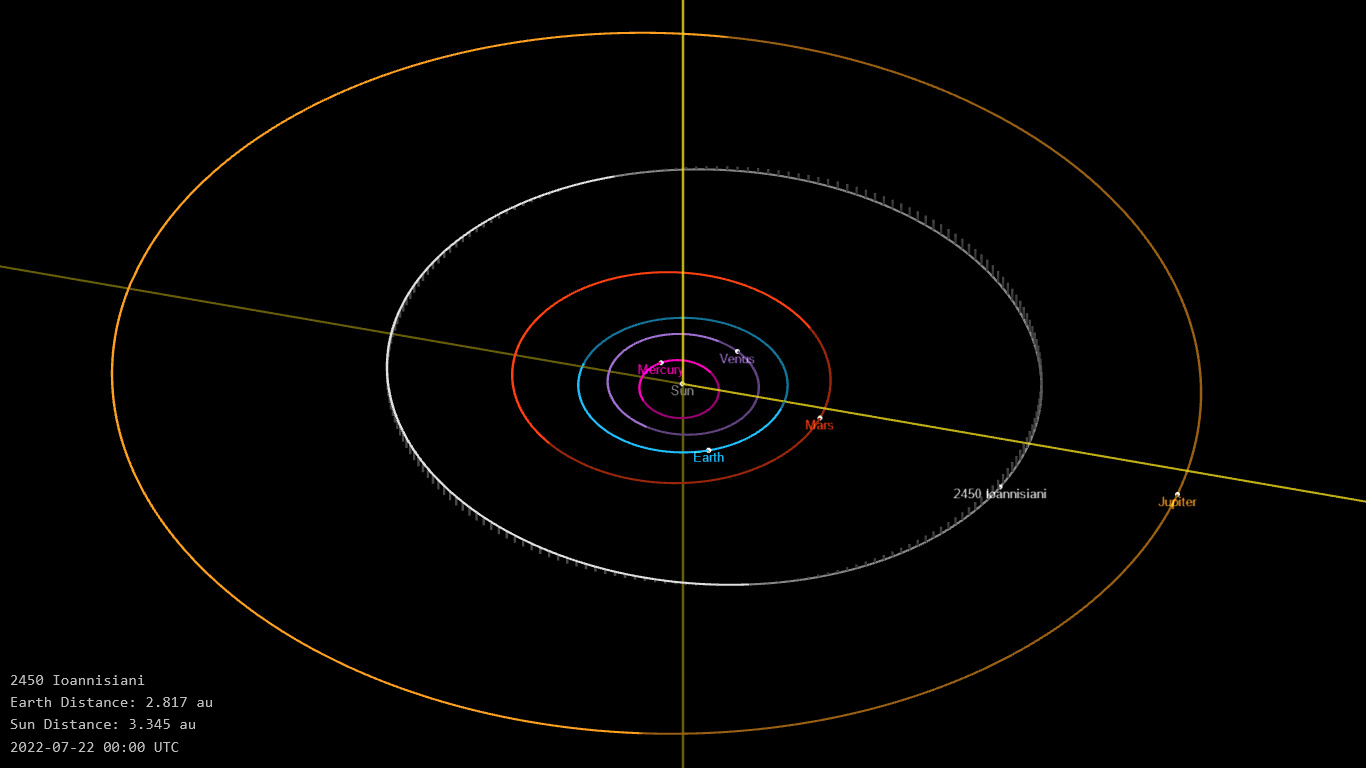
Орбита астероида Иоаннисиани и его положение в Солнечной системе

## Физические характеристики
Астероид относится к таксономическому классу C.
По результатам наблюдений в инфракрасном диапазоне орбитальной обсерватории IRAS и спутника Akari и наблюдений в видимом и ближнем инфракрасном диапазоне космического телескопа NEOWISE диаметр астероида сначала оценивался равным 29,31±3,5 км, позже — 21,905±0,253 км, 20,34±1,60 км, 16,96±5,22 км и 15,26±4,60 км. Согласно тем же источникам альбедо оценивается как 0,0621±0,018, 0,1112±0,0130, 0,129±0,021, 0,141±0,162, 0,12±0,09, 0,111±0,013.